# Ľuboš Pisár
Ľuboš Pisár (* 4. Februar 1981 in Bojnice, Tschechoslowakei) ist ein slowakischer Eishockeytorwart, der seit 2010 bei den Herning Blue Fox in der dänischen AL-Bank Ligaen unter Vertrag steht.

## Karriere
Ľuboš Pisár begann seine Eishockeykarriere beim MHC Martin, bei dem er bereits in den Jugendmannschaften gespielt hatte. Von 1998 bis 2003 spielte er für den Club vier Jahre in der slowakischen Extraliga und ein Jahr in der zweitklassigen 1. Liga. Größter Erfolg in dieser Zeit war der direkte Wiederaufstieg 2000. Zur Saison 2003/04 wechselte Pisar erstmals in die dänische AL-Bank Ligaen und wurde mit AaB Ishockey Vizemeister. Von 2004 bis 2009 hütete der Linksfänger das Tor der Frederikshavn White Hawks. In der Spielzeit 2004/05 gewann er mit dem Team die Bronzemedaille. Drei Jahre später führte Pisar die Hawks bis ins Finale der Play-offs, wo sie aber den Herning Blue Fox unterlagen. In der Saison 2009/10 wechselte Pisar nach Schweden, wo er zu Saisonbeginn für Lindlövens IF in der Division 1, der dritthöchsten Spielklasse, aktiv war. Nach nur vier Spielen unterzeichnete er einen Vertrag beim Zweitliga-Aufsteiger Örebro HK und erreichte mit dem Team den Klassenerhalt  in der HockeyAllsvenskan.
Im Sommer 2010 kehrte Pisár wieder nach Dänemark zurück und schloss sich den Herning Blue Fox an, mit denen er bereits im ersten Jahr seinen ersten Meistertitel gewann. Aufgrund der guten Leistungen – Pisar erreichte in der Vorrunde eine Fangquote von 93,2 % und in den Play-offs einen Gegentorschnitt von 1,63 Toren pro Spiel – verlängerte der Club seinen Vertrag bis 2012. In der Spielzeit 2011/12 verteidigte er mit den Blue Fox den Meistertitel und wurde zudem in das All-Star-Team der Saison gewählt.

### International
Ľuboš Pisár spielte in mehreren Jugend- und Juniorenauswahlmannschaften für sein Heimatland. So vertrat er sein Heimatland bei der U20-Junioren-Weltmeisterschaft 2001, wo er in drei Spielen zum Einsatz kam und mit dem Team den achten Platz erreichte. Bis heute war dies sein einziger Turniereinsatz für die Slowakei.

## Erfolge und Auszeichnungen
- 2004 Dänischer Vizemeister mit AaB Ishockey
- 2008 Dänischer Vizemeister mit den Frederikshavn White Hawks
- 2010 AL-Bank-Ligaen-Spieler des Monats Dezember
- 2011 Dänischer Meister mit den Herning Blue Fox
- 2012 Dänischer Meister mit den Herning Blue Fox, Wahl in das All-Star-Team der AL Bank Ligaen der Saison